# Ugandatrichia africana
Ugandatrichia africana är en nattsländeart som först beskrevs av G. Marlier och Vaillant 1967.  Ugandatrichia africana ingår i släktet Ugandatrichia och familjen smånattsländor. Inga underarter finns listade i Catalogue of Life.